# 1537 Transylvania
1537 Transylvania este un asteroid din centura principală, descoperit pe 27 august 1940, de astronomul maghiar Gyula Strommer, la Observatorul Konkoly din Budapesta.

## Caracteristici
Asteroidul prezintă o orbită caracterizată de o semiaxă majoră egală cu 3,0433280 u.a. și de  o excentricitate de 0,3037882, înclinată cu 3,86140° față de ecliptică.

## Denumirea asteroidului
Asteroidul este dedicat regiunii istorice Transilvania, din România, în care se născuse descoperitorul. La descoperire asteroidul primise denumirea provizorie 1940 QA.

## Asteroid pierdut și regăsit
Asteroidul a fost considerat pierdut până când astronomul Leif Kahl Kristensen de la Universitatea Aarhus, din Danemarca, l-a redescoperit în 1981.